# D.J. Thompson
D.J. Thompson, né le 2 mai 1985, est un joueur américain de basket-ball. Il évolue au poste de meneur. 